# Лайше (Гореня вас-Поляне)
Лайше (словен. Lajše) — поселення в общині Гореня вас-Поляне, Горенський регіон, Словенія. Висота над рівнем моря: 773,1 м.